# 정윤조 (배우)
정윤조(본명; 정구연, 1981년 3월 6일 ~ )는 대한민국의 배우이다.

## 출연 작품

### 영화
- 방과후 옥상 - 최미나 역

### 드라마
- 2005년 KBS2 드라마시티-낙타씨의 행방불명
- 2005년 KBS2 이 죽일놈의 사랑 -여고생 역
- 2006년 KBS2 일단 뛰어- 이연희 역
- 2007년 SBS 달려라 고등어-윤새미 역
- 2007년 SBS 로비스트-장미란 역
- 2008년 MBC 하얀거짓말-강신우 역
- 2010년 MBC 주홍글씨- 이혜주 역
- 2011년 MBC 위험한 여자- 강애리 역 (특별 출연)
- 2011년 채널A 여제- 향기 역

### 방송
- MNET 틴틴아이
- MBC 심심풀이

## 수상
- 에꼴드파리 파르베 주최 모델콘테스트 대상[1]